# Josephoartigasia
 (mars 2016).
Si vous disposez d'ouvrages ou d'articles de référence ou si vous connaissez des sites web de qualité traitant du thème abordé ici, merci de compléter l'article en donnant les références utiles à sa vérifiabilité et en les liant à la section « Notes et références ».
Genre
Josephoartigasia est un genre fossile de Dinomyidae proche du pacarana et du capibara actuels. C'est le genre le plus grand de l'ordre des rongeurs.
Josephoartigasia vivait en Uruguay au cours du Pliocène il y a environ 4 à 2 millions d'années.

## Espèces
- † Josephoartigasia monesi Rinderknecht & Blanco, 2008
- † Josephoartigasia magna (Francis & Mones, 1966)